# Saison 2021-2022 de l'Association sportive de Béziers Hérault
Cette page présente la saison 2021-2022 de l'Association sportive de Béziers Hérault en Pro D2.

## Entraîneurs
- Pierre Caillet
- Karne Kaufana
- Jérôme Filitoga-Taofifénua
- Jérôme Porical

## Effectif professionnel
| Nom                    | Poste            | Naissance          | Nationalité sportive | International | Dernier club          | Arrivée au club (année) |
| ---------------------- | ---------------- | ------------------ | -------------------- | ------------- | --------------------- | ----------------------- |
| Francisco Fernandes    | Pilier           | 6 septembre 1985   | Portugal             |               | Tyrosse RCS           | 2011                    |
| Jamie Hagan            | Pilier           | 15 janvier 1987    | Drapeau : Irlande    | Irlande       | Melbourne Rebels      | 2017                    |
| Jorji Saldadze         | Pilier           | 25 mai 1994        | Géorgie              | -             | RC Aia                | 2019                    |
| John Henry Fincham     | Pilier           | 19 mai 1999        | Afrique du Sud       | -             | Formé au club         | 2019                    |
| Ferdinand Changel      | Pilier           | 28 juillet 1999    | France               | -             | US Carcassonne        | 2016                    |
| John-Hubert Meyer (en) | Pilier           | 19 septembre 1993  | Afrique du Sud       | -             | Sharks                | 2021                    |
| Jon Zabala             | Pilier           | 26 novembre 1996   | Espagne              |               | Stado Tarbes PR       | 2021                    |
| Giorgi Akhaladze       | Pilier           | 13 avril 1999      | Géorgie              | -             | RC Massy              | 2021                    |
| Luca Nouchi            | Pilier           | 9 février 2001     | France               | -             | Formé au club         | 2021                    |
| Marco Pinto Ferrer     | Talonneur        | 11 novembre 1987   | Espagne              |               | US Oyonnax rugby      | 2012                    |
| Dorian Marco-Pena      | Talonneur        | 14 août 1996       | France               | -             | Formé au club         | 2016                    |
| Clément Estériola      | Talonneur        | 9 décembre 1990    | France               | -             | RC Narbonne           | 2018                    |
| Yann Lalevée           | Talonneur        | 25 avril 1999      | France               | -             | Formé au club         | 2020                    |
| Yassine Maamry         | Deuxième ligne   | 8 juillet 1993     | Maroc                |               | Provence rugby        | 2016                    |
| John Madigan           | Deuxième ligne   | 1er septembre 1994 | Irlande              | -             | RC Massy              | 2020                    |
| Morgan Eames           | Deuxième ligne   | 22 août 1994       | Angleterre           | -             | Doncaster Knights     | 2020                    |
| Clément Bitz           | Deuxième ligne   | 29 décembre 1994   | France               | -             | RC Narbonne           | 2020                    |
| Pierre Bringuier       | Deuxième ligne   | 30 juin 2000       | France               | -             | Formé au club         | 2020                    |
| Pierre Gayraud         | Deuxième ligne   | 27 mars 1992       | France               |               | FC Grenoble           | 2021                    |
| Gillian Benoy          | Deuxième ligne   | 8 mai 1995         | Belgique             |               | RC Suresnes           | 2021                    |
| Éloi Massot            | Troisième ligne  | 10 octobre 1990    | France               | -             | CS Bourgoin-Jallieu   | 2012                    |
| Jean-Baptiste Barrère  | Troisième ligne  | 15 décembre 1989   | France               | -             | Section paloise       | 2015                    |
| Karl Wilking           | Troisième ligne  | 8 février 1996     | Angleterre           | -             | Formé au club         | 2016                    |
| Carl Vuillecard        | Troisième ligne  | 7 août 1997        | France               | -             | Tarbes PR             | 2018                    |
| Sias Koen              | Troisième ligne  | 1er janvier 1994   | Afrique du Sud       | -             | Central Cheetahs      | 2020                    |
| Maxence Lemardelet     | Troisième ligne  | 8 mai 1999         | France               | -             | ASM Clermont          | 2020                    |
| Pierrick Gunther       | Troisième ligne  | 16 octobre 1989    | France               |               | Section paloise       | 2021                    |
| Thomas Hoarau          | Troisième ligne  | 1er juin 1995      | France               | -             | RC Toulon             | 2021                    |
| Tomás Munilla          | Demi de mêlée    | 3 août 1998        | Espagne              |               | Complutense Cisneros  | 2018                    |
| Thibaut Bisman         | Demi de mêlée    | 7 février 1991     | France               | -             | SC Albi               | 2019                    |
| Jean-Victor Goillot    | Demi de mêlée    | 10 février 1998    | France               | -             | Stade rochelais       | 2020                    |
| Lucas Delaye           | Demi de mêlée    | 4 août 2000        | France               | -             | Formé au club         | 2020                    |
| Dylan Russell          | Demi d'ouverture | 22 mars 1998       | France               | -             | Stade montois         | 2018                    |
| Adrien Latorre         | Demi d'ouverture | 4 août 1990        | France               | -             | FC Grenoble           | 2019                    |
| Romain Uruty           | Demi d'ouverture | 1er juillet 1999   | France               | -             | Formé au club         | 2020                    |
| Lionel Beauxis         | Demi d'ouverture | 24 octobre 1985    | France               |               | Oyonnax rugby         | 2021                    |
| Mathias Duchaux        | Demi d'ouverture | 21 avril 2001      | France               | -             | FC Grenoble           | 2021                    |
| Victor Dreuille        | Centre           | 24 juillet 1998    | France               | -             | Formé au club         | 2016                    |
| Savenaca Rawaca        | Centre           | 20 août 1991       | Fidji                |               | Aviron bayonnais      | 2018                    |
| Maxime Espeut          | Centre           | 20 août 1991       | France               | -             | Formé au club         | 2018                    |
| Pierre Courtaud        | Centre           | 6 avril 1999       | France               | -             | Formé au club         | 2019                    |
| Jeff Williams (en)     | Centre           | 7 septembre 1990   | Angleterre           | -             | Stade Rodez           | 2019                    |
| Jarrod Poï             | Centre           | 22 février 1994    | Nouvelle-Zélande     | -             | Biarritz olympique    | 2020                    |
| Dries Swanepoel (en)   | Centre           | 19 février 1993    | Afrique du Sud       | -             | Cheetahs              | 2021                    |
| Roméo Ballu            | Ailier           | 21 mars 1996       | France               | -             | Formé au club         | 2017                    |
| Nicolas Plazy          | Ailier           | 17 mai 1994        | France               | -             | Union Bordeaux Bègles | 2020                    |
| Watisoni Votu          | Ailier           | 25 mars 1985       | Fidji                |               | Section paloise       | 2021                    |
| Thomas Zénon           | Arrière          | 4 mars 1999        | France               | -             | Formé au club         | 2019                    |
| Charly Malié           | Arrière          | 5 novembre 1991    | Espagne              |               | Section paloise       | 2021                    |

## Calendrier et résultats
| - AS Béziers - Stade aurillacois : 22-19 - SU Agen - AS Béziers : 9-12 - AS Béziers - Provence rugby : 24-25 - US Montauban - AS Béziers : 37-11 - AS Béziers - USO Nevers : 25-7 - Aviron bayonnais - AS Béziers : 20-16 - FC Grenoble - AS Béziers : 19-21 - AS Béziers - Colomiers rugby : 16-15 - Oyonnax rugby - AS Béziers : 42-12 - AS Béziers - RC Narbonne : 34-18 - US bressane - AS Béziers : 30-22 - AS Béziers - Stade montois : 22-32 - US Carcassonne - AS Béziers : 24-18 - AS Béziers - Rouen NR : 34-29 - RC Vannes - AS Béziers : 20-8 | - Stade aurillacois - AS Béziers : 22-20 - AS Béziers - SU Agen : 29-3 - Provence rugby - AS Béziers : 20-15 - AS Béziers - US Montauban : 33-21 - USO Nevers - AS Béziers : 27-6 - AS Béziers - Aviron bayonnais : 35-14 - AS Béziers - FC Grenoble : 20-17 - Colomiers rugby - AS Béziers : 16-12 - AS Béziers - Oyonnax rugby : 10-10 - RC Narbonne - AS Béziers : 17-46 - AS Béziers - US bressane : 21-27 - Stade montois - AS Béziers : 34-13 - AS Béziers - US Carcassonne : 14-16 - Rouen NR - AS Béziers : 26-21 - AS Béziers - RC Vannes : 27-21 |

### Classement Pro D2
| Rang | Club               | J  | V  | N | D  | Bo | Bd | Pm  | Pe  | Diff | Pts |
| ---- | ------------------ | -- | -- | - | -- | -- | -- | --- | --- | ---- | --- |
| 1    | Stade montois      | 30 | 23 | 0 | 7  | 12 | 2  | 860 | 525 | +335 | 106 |
| 2    | Aviron bayonnais R | 30 | 20 | 2 | 8  | 12 | 4  | 890 | 607 | +283 | 100 |
| 3    | Oyonnax Rugby      | 30 | 20 | 1 | 9  | 10 | 4  | 910 | 534 | +376 | 96  |
| 4    | USON Nevers        | 30 | 16 | 2 | 12 | 9  | 5  | 759 | 611 | +148 | 82  |
| 5    | US Carcassonne     | 30 | 17 | 1 | 12 | 4  | 6  | 694 | 621 | +73  | 80  |
| 6    | Colomiers Rugby    | 30 | 18 | 0 | 12 | 2  | 4  | 639 | 595 | +44  | 78  |
| 7    | Provence Rugby     | 30 | 17 | 1 | 12 | 1  | 5  | 671 | 684 | -13  | 76  |
| 8    | US Montauban       | 30 | 14 | 2 | 14 | 3  | 5  | 671 | 758 | -87  | 68  |
| 9    | AS Béziers         | 30 | 13 | 1 | 16 | 2  | 8  | 619 | 634 | -15  | 64  |
| 10   | Stade aurillacois  | 30 | 14 | 0 | 16 | 1  | 5  | 550 | 720 | -170 | 62  |
| 11   | RC Vannes          | 30 | 12 | 2 | 16 | 4  | 5  | 655 | 623 | +32  | 61  |
| 12   | FC Grenoble        | 30 | 11 | 3 | 16 | 3  | 7  | 619 | 653 | -34  | 60  |
| 13   | SU Agen R          | 30 | 10 | 1 | 19 | 1  | 13 | 604 | 725 | -121 | 56  |
| 14   | Rouen NR           | 30 | 10 | 1 | 19 | 1  | 6  | 606 | 823 | -217 | 49  |
| 15   | US bressane P      | 30 | 9  | 3 | 18 | 1  | 3  | 607 | 844 | -237 | 46  |
| 16   | RC Narbonne P      | 30 | 5  | 2 | 23 | 0  | 8  | 544 | 941 | -397 | 32  |

## Statistiques

### Championnat de France
Meilleurs réalisateurs
| Rang | Joueur | Poste | Points | Essais | Transf. | Pén. | Drops |
| ---- | ------ | ----- | ------ | ------ | ------- | ---- | ----- |
| 1    | -      | -     | -      | -      | -       | -    | -     |
| 2    | -      | -     | -      | -      | -       | -    | -     |
| 3    | -      | -     | -      | -      | -       | -    | -     |
| 4    | -      | -     | -      | -      | -       | -    | -     |
| 5    | -      | -     | -      | -      | -       | -    | -     |

Meilleurs marqueurs
| Rang | Joueur | Poste | Essais |
| ---- | ------ | ----- | ------ |
| 1    | -      | -     | -      |
| 2    | -      | -     | -      |
| 3    | -      | -     | -      |
| 4    | -      | -     | -      |
| 5    | -      | -     | -      |